# Громадський люстраційний комітет
«Громадський люстраційний комітет» — громадське об'єднання, активісти якого розробили Закон України «Про очищення влади» (люстрацію), домоглися ухвалення Верховною радою і забезпечують громадський контроль за його виконанням.

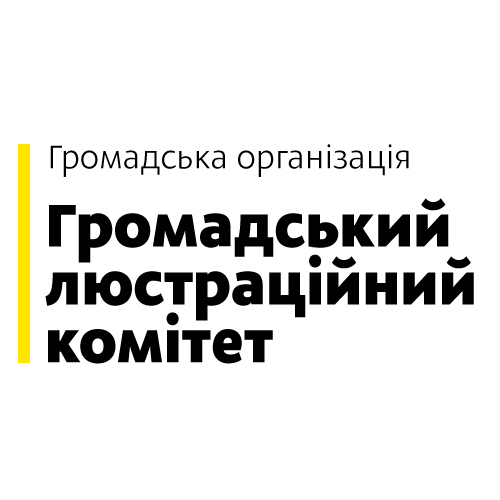
Громадський люстраційний комітет

## Історія утворення
Ідея створення люстраційного комітету була проголошена 26 лютого 2014 року на Майдані під час формування постреволюційного уряду. Очолити комітет запропонували громадському активісту Єгору Соболєву. У цей же день було створено сторінку Комітету на Facebook, де закликали «викладати в коментах бачення і пропозиції» щодо роботи цієї організації. На основі обговорення 4 березня Соболєв представив на розгляд уряду пропозиції стосовно легітимації установи: від створення нового спеціального органу влади до реорганізації існуючої Національної агенції з державної служби. Проте Арсеній Яценюк, який очолив уряд, не підтримав жоден з варіантів творення комітету як урядової установи. Тому активісти продовжували діяти як громадська ініціатива, першочерговим завданням якої була розробка люстраційного законодавства. Громадський люстраційний комітет був офіційно зареєстрований як громадська організація 24 листопада 2014 року. 

## Розробка люстраційного законодавства
На думку активістів, найпершими під люстрацію мали потрапити Янукович з його топ-чиновниками та судді. Першим кроком до цього мав стати Закон України «Про відновлення довіри до судової влади», ухвалений Верховною Радою 4 квітня 2014. Активісти люстраційного комітету по всій країні взялися контролювати переобрання голів судів, проте попри незначні успіхи керівниками більшості судів залишились ті самі люди, що засвідчило небажання суддівського корпусу до самоочищення. Вже у квітні 2014 року робоча група правників-волонтерів на чолі з Єгором Соболєвим розробила проєкт Закону «Про люстрацію в Україні», який стосувався не тільки суддів, але й більшості чиновників часів Януковича. Законопроєкт був зареєстрований у Верховній Раді України, проте так і не був включений до порядку денного. На цей час вже активно функціонувала фейсбук-сторінка, був створений сайт і налагоджений прийом люстраційних скарг від громадян. До розробки люстраційного законодавства було залучено близько 100 українських та зарубіжних експертів, правознавців, громадських активістів, представників ЗМІ, бізнесу та влади в Україні. У травні 2014 року на основі проєкту Закону «Про люстрацію в Україні» було розроблено новий законопроєкт — «Про очищення влади». Завдяки фонду «Відкритий діалог» текст цього законопроєкту було перекладено 8 мовами та проаналізовано 25 європейськими експертами. 13 червня активісти передали текст законопроєкту Президенту Порошенку для внесення на розгляд Верховної Ради. 

## Боротьба за Закон «Про очищення влади»
Не дочекавшись реакції від Президента, Єгор Соболєв кілька тижнів поспіль закликав активістів та небайдужих під стіни Верховної Ради, щоб вимагати від народних депутатів зареєструвати, розглянути та проголосувати за законопроєкт «Про очищення влади». 24 липня законопроєкт було зареєстровано у Верховній Раді України. 5 серпня 2014 року лідери політичних партій ВО «Батьківщина», ВО «Свобода» та Партія «УДАР» офіційно відмовились від своїх люстраційних законопроєктів і оголосили про підтримку проєкту закону «Про очищення влади» № 4359а. 14 серпня під тиском громадськості Закон був прийнятий у першому читанні, «за» проголосували 252 парламентарі. Під час доопрацювання законопроєкту до другого читання було розглянуто близько 100 пропозицій змін, а засідання робочої групи відбувались у відкритому режимі. Завдяки громадському тиску та проведенню численних акцій під стінами парламенту, 16 вересня 2014 року Верховна Рада ухвалила Закон України «Про очищення влади». 
Президент України Петро Порошенко 9 жовтня підписав закон «Про очищення влади», який набув чинності 16 жовтня після публікації в «Голосі Україні». 

## Контроль за люстрацією

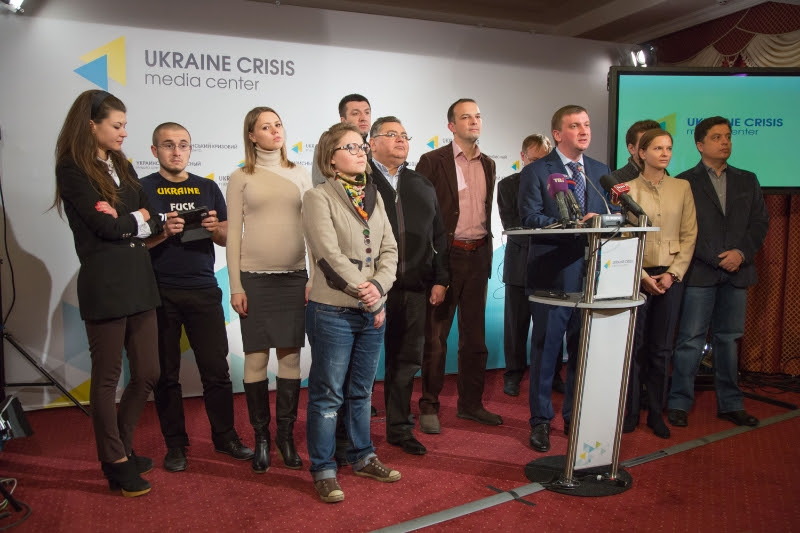
Павло Петренко представляє членів новоствореної Громадської ради з питань люстрації при Мін'юсті

### Формування Громадської ради з питань люстрації при Міністерстві юстиції
Одразу після підписання Президентом Закону України «Про очищення влади» Громадський люстраційний комітет ініціював проведення конкурсу з формування Громадської ради з питань люстрації, створення якої передбачене Законом. 13 жовтня під час спільного брифінгу голови Комітету Єгора Соболєва та Міністра юстиції Павла Петренка було оголошено три критерії, за якими відбиратимуться кандидати: 1. кришталева репутація; 2. багаторічний досвід боротьби з корупцією як журналіст або громадський активіст; 3. готовність пройти люстраційну перевірку. Більше 500 людей, повний список яких був опублікований у відкритому доступі, надіслали свої біографії для участі у конкурсі на формування Громадської ради з питань люстрації при Мін'юсті. Дванадцятеро з них увійшли до складу новосформованої ради:
1. Карл Волох, громадський активіст, один із розробників Закону «Про очищення влади»
2. Максим Маньковський, громадський активіст, організатор акцій на підтримку люстраційного закону
3. Людмила Козловська, Президент Фундації «Відкритий діалог»
4. Максим Опанасенко, журналіст-розслідувач в сфері освіти
5. Анна Бабінець, журналіст-розслідувач в сфері оборони
6. Денис Бігус, журналіст-розслідувач корупційних схем
7. Сергій Іванов, журналіст, блогер
8. Олекса Шалайський, засновник проєкту «Наші гроші»
9. Марія Землянська, журналіст-розслідувач у сфері охорони здоров'я
10. Тетяна Пеклун, одна із засновників руху «ЧЕСНО» активістка Центру протидії корупції
11. Наталія Седлецька, журналіст-розслідувач
12. Дмитро Гнап, журналіст проєкту «Свідомо. Інфо» та «Громадського телебачення»

Очолити Громадську ради з питань люстрації при Мін'юсті запропонували Єгору Соболєву. Пізніше замість Олекси Шалайського до складу Ради увійшла Севгіль Мусаєва, новопризначений головний редактор «Української правди». Склад ради було затверджено відповідним наказом Міністра юстиції. Єгор Соболєв склав повноваження секретаря Громадської ради одразу після набуття повноважень народного депутата України, новим секретарем Громадської ради було обрано Максима Маньковського.

### Моніторинг та аналітика
Після набуття чинності Законом «Про очищення влади» активісти Громадського люстраційного комітету розпочали системний моніторинг процесів люстрації:
- аналізували посадовців, що потрапили до Єдиного реєстру люстрованих осіб[33][34];
- інформували про початок проведення перевірок у різних органах, відповідно до Плану проведення перевірок, затвердженого Кабінетом Міністрів[35];
- відстежували судові процеси стосовно поновлення на посадах люстрованих чиновників[36][37];
- перевіряли чиновників, які залишалися на посадах всупереч вимогам Закону[38][39];
- викривали відверті факти саботажу Закону з боку посадовців[40][41];
- фіксували спроби посадовців уникнути люстрації[42].

Коли за кілька місяців роботи стало очевидно, що вище державне керівництво саботує процеси люстрації, перейшли до більш рішучих дій.

### Боротьба з саботажем Закону
У січні 2015 активісти домоглися звільнення заступника Міністра регіонального розвитку, будівництва та житлово-коммунального господарства Дмитра Ісаєнка, який намагався уникнути люстрації завдяки статусу учасника бойових дій. Активісти Громадського люстраційного комітету привернули увагу до цієї особи Громадської ради з питань люстрації при Мін'юсті Дмитра Гнапа, який зробив скандальне розслідування. 13 січня Єгор Соболєв разом з іншими депутатами змусив Ісаєнка написати заяву про відмову від статусу учасника АТО, а вже наступного дня було зроблене відповідне подання про звільнення заступника міністра з посади. 16 січня активісти Громадського люстраційного комітету повідомили, що другий заступник Міністра регіонального розвитку, будівництва та житлово-коммунального господарства Андрій Білоусов теж написав заяву про відмову від такого ж статусу. 
23 січня 2015 до 100 днів дії люстраційного закону активісти Громадського люстраційного комітету провели акцію під Адміністрацією Президента під назвою «Президент і люстрація: 100 днів саботажу». Учасники мітингу передали Президенту список посадовців, які не були звільнені ще під час так званої «автоматичної» люстрації, яка закінчилась в жовтні 2014, а отже, незаконно перебувають на посадах.
Наприкінці січня-початку лютого 2015 активісти Громадського люстраційного комітету оприлюднили результати своїх досліджень, в яких йшлося про те, що Генеральна прокуратура є найбільшим саботажником Закону «Про очищення влади». Одночасно у Верховній раді почали збір підписів за відставку Генерального прокурора Віталія Яреми. Вже 10 лютого під тиском громадськості Ярема був звільнений з посади. Разом з ним пішли два його одіозних заступники — Олег Бачун та Анатолій Даниленко.
12 лютого Громадська рада з питань люстрації при Міністерстві юстиції та Громадський люстраційний комітет подали позов до суду на Генеральну прокуратуру через те, що керівництво не звільняє прокурора Донецької області Миколу Франтовського, який підпадає під критерії так званої «автоматичної» люстрації. Відповідно до тексту позову, Микола Франтовський мав бути звільнений ще в жовтні 2014, а отже, 4 місяці незаконно перебуває на посаді. Вже за 2 дні Микола Франтовський був звільнений.

### ТОП-50 «недолюстрованих»
26 лютого 2015 під час прес-конференції до річниці створення Громадського люстраційного комітету його засновники оприлюднили список ТОП-50 посадовців, звільнення яких за люстрацією добиватимуться, а також оголосили про формування реєстру осіб, яким протягом 10 років заборонено займати державні посади відповідно до вимог Закону України «Про очищення влади».

### Люстраційний реєстр Громадського люстраційного комітету
28 квітня голова Громадського люстраційного комітету Єгор Соболєв під час прес-конференції оголосив про запуск онлайн-реєстру осіб, що підлягають люстрації.  До реєстру, який створили активісти Громадського люстраційного комітету, потрапили люди, яким відповідно до Закону «Про очищення влади» заборонено обіймати державні посади протягом наступних 10 років. На момент відкриття в реєстрі перебувало 755 посадовців, які підпадали під два критерії Закону: сукупно не менше року перебували на посадах під час режиму Януковича та ті, хто не звільнився за власним бажанням під час Євромайдану.

### Дайджест люстрації
З грудня 2014 року Громадський люстраційний комітет публікує регулярні дайджести про актуальні новини з питань очищення влади.

## Керівництво
Органом управління громадського об'єднання є загальні збори.
Першим Головою організації був Єгор Соболєв. У липні 2015 новою Головою Ради організації було обрано Олександру Дрік.
Серед співзасновників організації: Тетяна Козаченко, адвокат, нині обіймає посаду Директора Департаменту з питань люстрації Міністерства юстиції; Максим Маньковський, секретар Громадської ради з питань люстрації при Міністерстві юстиції. 